# Podkarpacka Historia
Podkarpacka Historia – ukazujący się od 2015 roku dwumiesięcznik historyczny poświęcony przeszłości polski południowo–wschodniej. Redaktorem naczelnym pisma jest Szymon Jakubowski, zaś redaktorem graficznym jest Zbigniew Grzyś. Dwumiesięcznik ukazuje się od grudnia 2014 roku (pierwszy numer czasopisma ukazał się z datą styczeń-luty 2015). Podkarpacka Historia jest patronem i organizatorem wielu odbywających się na podkarpaciu imprez i uroczystości (między innymi Podkarpackich Dni Pamięci o Ofiarach Holokaustu i Kongresu Stowarzyszeń Regionalnych Województwa Podkarpackiego).